# Juncus stenopetalus
Juncus stenopetalus là một loài thực vật có hoa trong họ Juncaceae. Loài này được Adamson mô tả khoa học đầu tiên năm 1942.